# Halleorchis aspidogynoides
Halleorchis aspidogynoides är en orkidéart som beskrevs av Dariusz Lucjan Szlachetko och Tomasz Sebastian Olszewski. Halleorchis aspidogynoides ingår i släktet Halleorchis och familjen orkidéer. Inga underarter finns listade i Catalogue of Life.